# SimCity 64
SimCity 64 (яп. シムシティー64) — відеогра в жанрі симулятор містобудування, розроблена HAL Laboratory і видана Nintendo для Nintendo 64 DD. Гра була випущена тільки в Японії. SimCity 64 не слід плутати з SimCity 2000 для Nintendo 64, яка була розроблена і випущена 1997 року зовсім іншим розробником — Imagineer.

## Ігровий процес

Вгорі: типовий огляд, режим «хованки».
Внизу: вид з потягу і гвинтокрила

SimCity 64 могла бути призначена як продовження до SimCity, випущеної в 1991 році, для Super Nintendo Entertainment System (SNES) компанії Nintendo, тому що містить в основі гри кілька елементів від SNES-версії, включаючи доктора Райта — міського радника. Хоча основний ігровий процес в SimCity 64 схожий на SimCity 2000, але графічні текстури і будівлі гри значно відрізняються від SimCity 2000. Однак, гра випереджає за кількома особливостями, непомітними в SimCity 2000 або навіть в SimCity 3000, а саме: є можливість переглядати місто вночі, перехід на рівень вільного огляду міста, особисті транспортні засоби та пішоходів можна побачити тільки перебуваючи в режимі вільного огляду. Міста в грі також представлені в 3D гібридній графіці. Адаптація гри SimCopter під 64DD спочатку була запланована як окрема гра, але пізніше була вбудована в SimCity 64.

## Розвиток
SimCity 64 була розроблена HAL Laboratory і створена Nintendo. У розробці гри також брав участь ігровий дизайнер Сігеру Міямото. SimCity 64 була спочатку випущена для консолей. Після довгих затримок 64DD, стало можливим грати в SimCity 64 в Nintendo Space World в 1999 році.

## Рецензії
Чотири рецензента японського журналу Famitsu дали SimCity 64 8, 8, 8, 7 балів, що в цілому становить 31 з 40. Однак, IGN дало грі всього 6 балів з 10.